# Hliboka
Hliboka (ukr. Глибока, Hłyboka; rum. Adâncata) – osiedle na Ukrainie, w obwodzie czerniowieckim, w rejonie czerniowieckim, siedziba hromady.
Znajduje tu się stacja kolejowa Hłyboka-Bukowynśka, położona na linii Czerniowce – Suczawa.

## Historia
Wzmiankowane w 1438 roku miasto wchodziło najpierw w skład Hospodarstwa Mołdawskiego, a potem Imperium Osmańskiemu. Po osłabieniu Turcji i stopniowej utracie przez nią kontroli nad terenami lennymi, w tym Mołdawią, przyłączone zostało w 1775 wraz z Bukowiną do Galicji.
Po rozpadzie państwa Habsburgów w wyniku I wojny światowej weszło w 1919 w skład Rumunii. W 1940 anektowane przez ZSRR (w konsekwencji ustaleń paktu Ribbentrop-Mołotow). W latach 1941–1945 ponownie w Rumunii, po II wojnie światowej weszło w skład Ukraińskiej Republiki ZSRR. 
W 1945 roku zaczęto wydawać gazetę.
Od 1991 należy do niepodległej Ukrainy.
W 2013 liczyło 9466 mieszkańców.

## Zabytki
- pałac - w drugiej połowie XIX wieku znaczne połacie ziemskie wokół Hliboki należały do polskiego rodu Sapiehów. W 1892 r. odkupił je od księcia Adama Sapiehy inny polski ziemianin, Bronisław Skibniewski (1830–1904), właściciel klucza dunajowieckiego na Podolu. Od tego czasu majątek ten należał do Skibniewskich. Ostatnim właścicielem przed włączeniem Hliboki do ZSRR był syn Bronisława, Aleksander – poseł do sejmu Księstwa Bukowiny.

## Miasta partnerskie
- Piatra Neamț, Rumunia

## Galeria

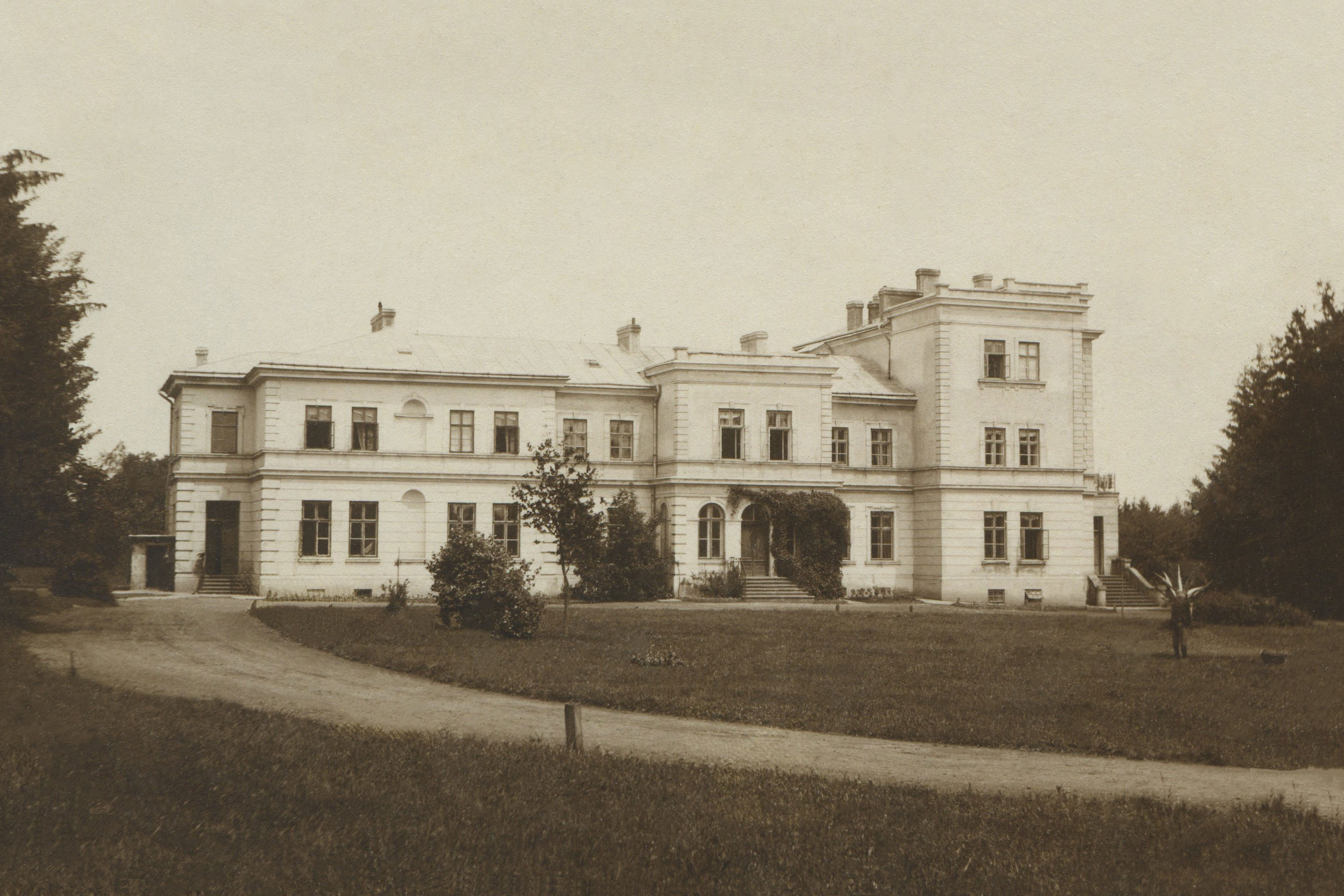
Pałac w 1925r.
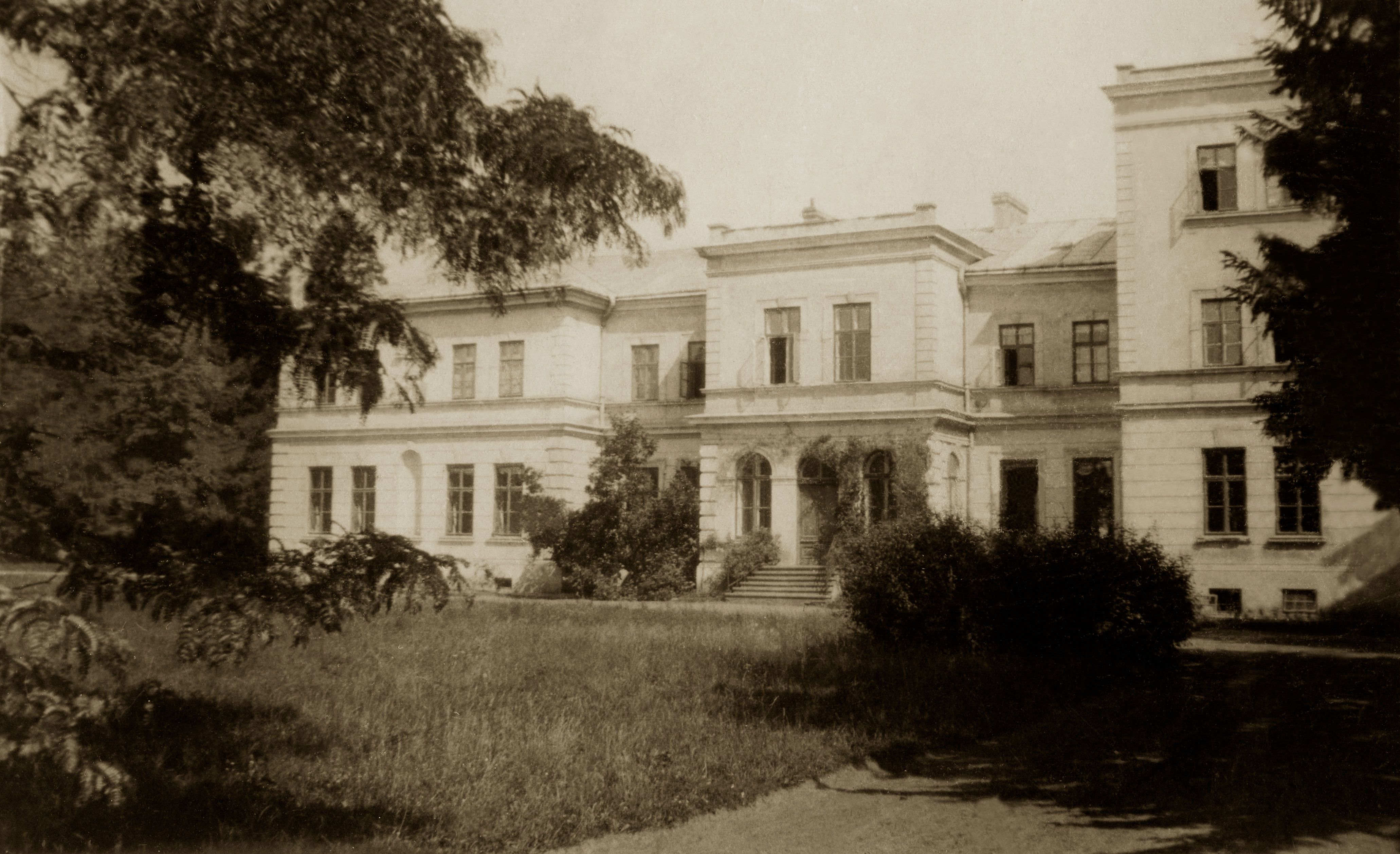
elewacja frontowa
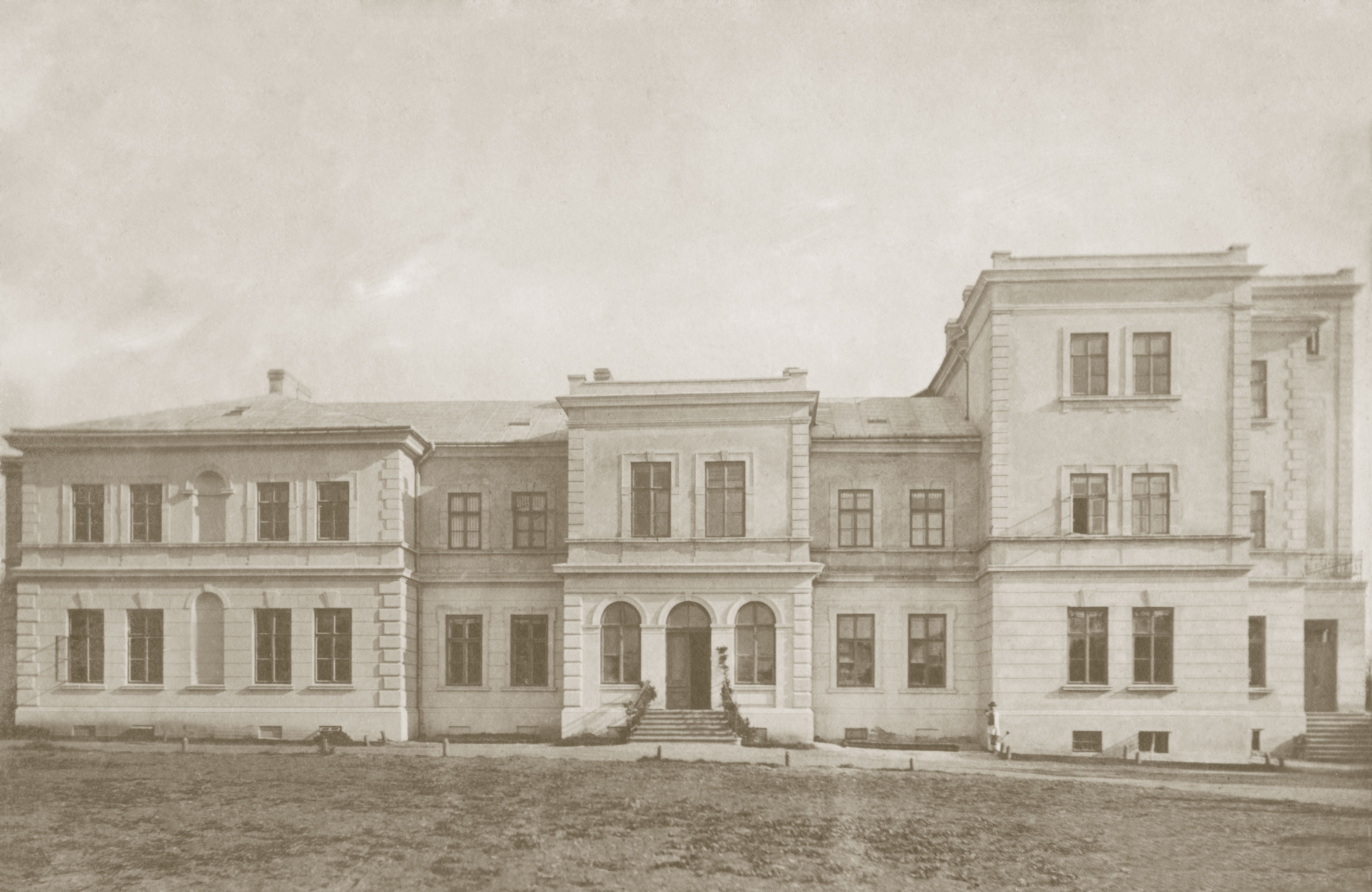
elewacja frontowa
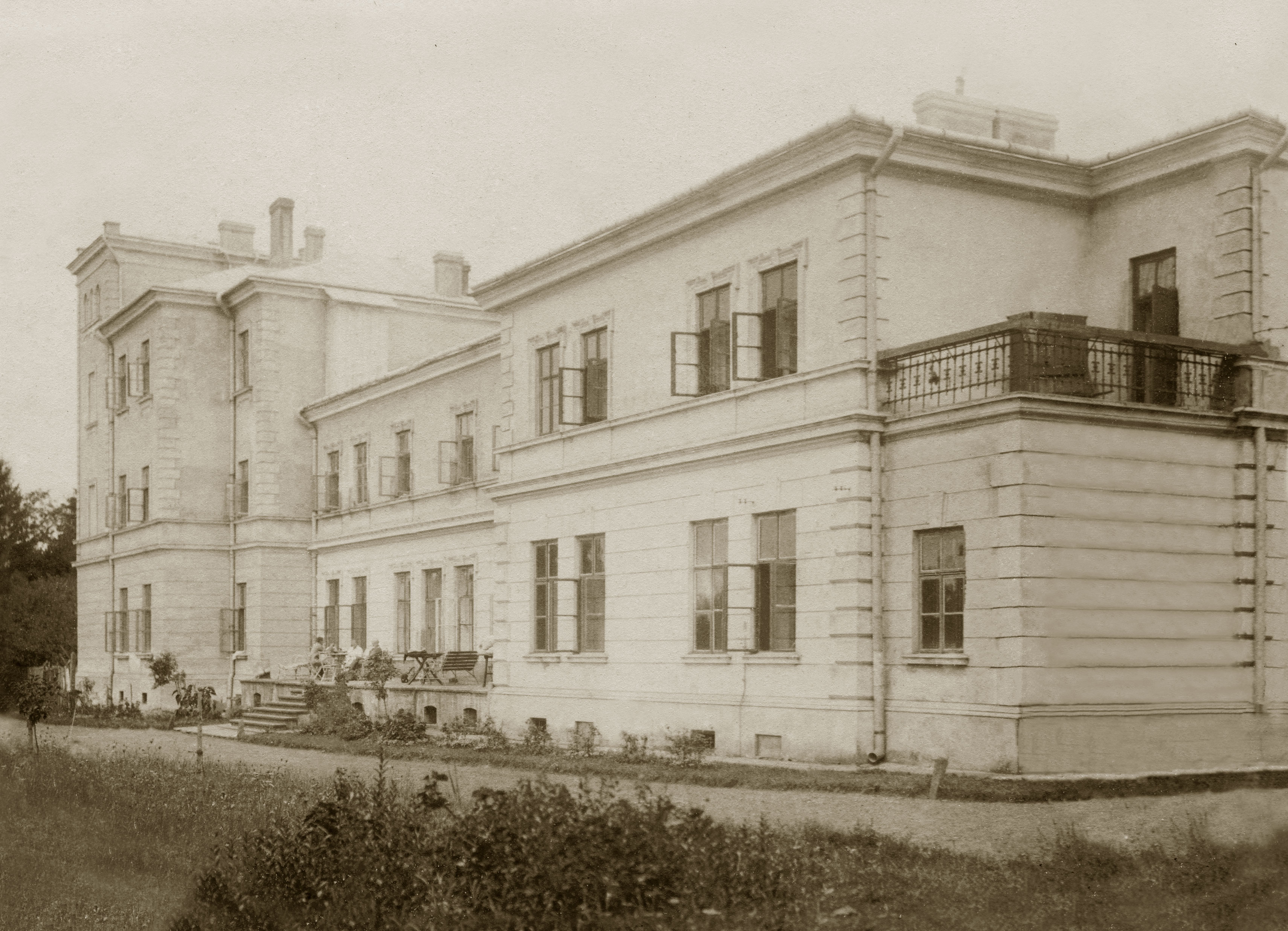
1923 - widok od ogrodu
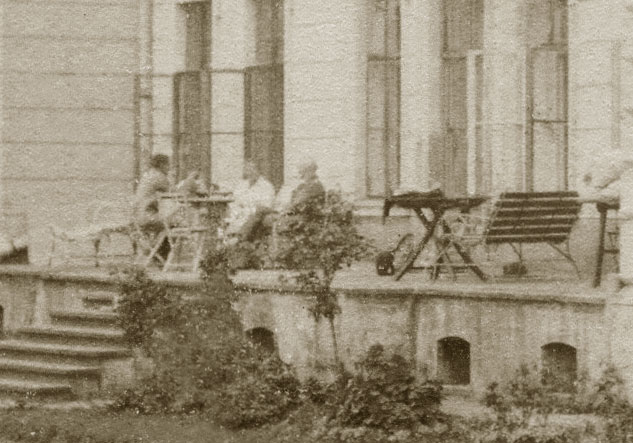
1923 - fragment